# Allobates olfersioides
Allobates olfersioides е вид земноводно от семейство Aromobatidae. Видът е световно застрашен, със статут Уязвим.

## Разпространение
Разпространен е в Бразилия (Алагоас, Баия и Сержипи).

## Описание
Популацията на вида е намаляваща.